# Lilian Baylis

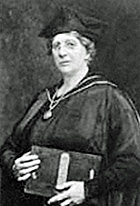
Charles Ernest Butler: Porträt Lilian Baylis

Lilian Mary Baylis CH (* 9. Mai 1874 in London; † 25. November 1937 in London) war eine englische Theaterleiterin. Auf die von ihr gegründeten Ensembles am Old Vic Theatre und am Sadler’s Wells Theatre gehen das Royal National Theatre, die English National Opera und das Royal Ballet zurück.

## Leben
Lilian Baylis wuchs in einer Familie von Musikern auf, wurde früh musikalisch ausgebildet und begann schon als Jugendliche in der von ihrer Familie gebildeten Unterhaltungskapelle The Gypsy Revellers aufzutreten. Außerdem wurde sie schon als Jugendliche von ihrer Tante Emma Cons, die mit der Sozialreformerin Octavia Hill für den sozialen Wohnungsbau und die Förderung der Lebensqualität in Londons Slums kämpfte, an die Lebenswirklichkeit der Londoner Unterschicht herangeführt.

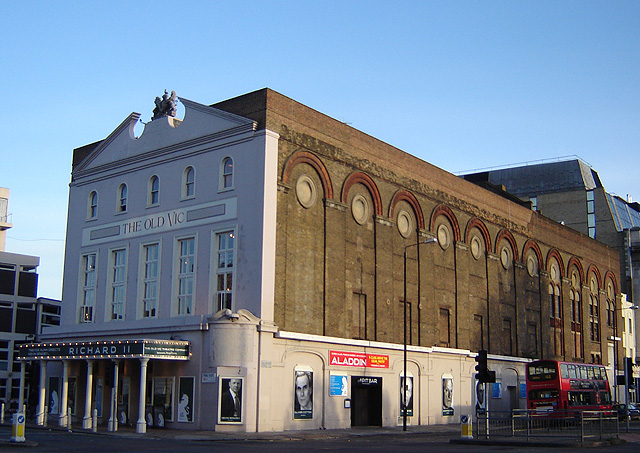
Das Old Vic

Als den Gypsy Revellers 1891 ein langfristiger Vertrag in Südafrika angeboten wurde, wanderte die Familie Baylis dorthin aus. Sie waren zunächst auf Tournee und ließen sich dann in Johannesburg nieder, wo Lilian Baylis erfolgreich als Musik- und Tanzlehrerin tätig war. 1898 reiste sie wegen einer Krankheit nach London. Ihre Rückkehr nach Südafrika wurde durch den Beginn des Zweiten Burenkriegs verzögert.
Sie half daher Emma Cons beim Betrieb der Londoner Royal Victoria Hall and Coffee Tavern, die Kultur- und Bildungsveranstaltungen für die Arbeiterklasse anbot. Nach und nach überließ Cons ihr dort die Verantwortung für immer mehr Konzerte, Filmvorstellungen, Lesungen und Varietéprogramme. Baylis entschloss sich daher, in England zu bleiben und übernahm nach dem Tod ihrer Tante 1912 bis zu ihrem eigenen Tod die Leitung des nun als Old Vic bekannten Theaters. Viel beachtet wurde ein Shakespeare-Zyklus, der ab 1914 mit Der Widerspenstigen Zähmung präsentiert wurde und 1923 mit Troilus und Cressida seinen Abschluss fand. Als erstes Theater hatte das Old Vic damit alle Shakespeare-Stücke aus dem First Folio als Zyklus aufgeführt. Auch Musiktheater- und Tanzproduktionen wurden am Old Vic mit eigenen Ensembles präsentiert.

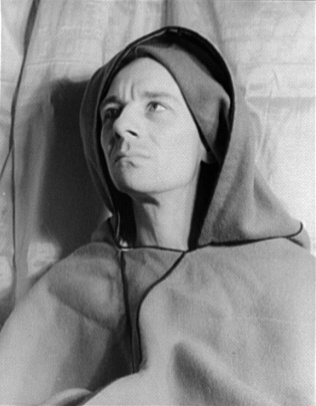
John Gielgud (1936)

1925 begann Baylis, Geld für die Wiedereröffnung des traditionsreichen, aber heruntergekommenen Sadler’s Wells Theatre im nördlichen Stadtteil Islington zu sammeln, das sie am 6. Januar 1931 mit einer Galavorstellung von Shakespeares Was ihr wollt (mit John Gielgud und Ralph Richardson) eröffnen konnte. In den folgenden Jahren spielten die Opern-, Schauspiel- und Balletkompanien abwechselnd in beiden Theatern und wurden als „Vic-Wells companies“ bekannt.
Ab 1935 wurde das Old Vic ausschließliche Heimat des Schauspiels; Sadler’s Wells war nun Spielstätte von Oper und Ballett.
1928 engagierte Baylis Ninette de Valois, die Sadler’s Wells als Spielstätte für qualitätvolles Tanztheater in London etablierte und unter deren Direktion das klassische Ballett in Großbritannien seine bis dahin größte Blüte erlebte. De Valois förderte Tänzer wie Margot Fonteyn und Robert Helpmann, zu den Gästen gehörten Alicia Markova und Anton Dolin. Die musikalische Leitung hatte Constant Lambert inne, für neue Choreografien waren de Valois selbst und Frederick Ashton verantwortlich. 1946 zog diese Kompanie an das Royal Opera House um; 1956 wurde sie in Royal Ballet umbenannt.
Auch die Opernkompanie, die ausschließlich in englischer Sprache sang, entwickelte sich zur festen Größe im Londoner Musik- und Theaterbetrieb. Acht Jahre nach Baylis’ Tod wurde am Sadler’s Wells Theatre 1945 die bedeutendste britische Oper des 20. Jahrhunderts, Benjamin Brittens Peter Grimes uraufgeführt. Die aus dem Ensemble hervorgegangene English National Opera gilt als eines der bedeutendsten Opernhäuser Großbritanniens.
Aus der Schauspieltruppe Old Vic Company gingen einige der größten Stars des britischen Theaters des 20. Jahrhunderts hervor, darunter Laurence Olivier, John Gielgud, Peggy Ashcroft, Sybil Thorndike, Edith Evans, Alec Guinness, Michael Redgrave, Maurice Evans und Ralph Richardson. Zu den größten Erfolgen in Baylis Amtszeit gehörten John Gielguds Debüt als Hamlet im Jahr 1930 (die erste Produktion, die vom Old Vic auch im Londoner West End präsentiert wurde) und die Besetzung der Titelrolle in Heinrich VIII. mit dem gerade zum Filmstar gewordenen Charles Laughton. Aus diesem Ensemble ging später das Royal National Theatre hervor.
Nach langer Krankheit starb Baylis 1937 nach einem Herzanfall, am Tag vor der Premiere von Macbeth mit Olivier and Judith Anderson am Old Vic. Ihre sterblichen Überreste wurden verbrannt; die Asche wurde nach eigenem Wunsch auf dem East London Cemetery verstreut. Kein Grabmal erinnert dort an sie.

## Ehrungen

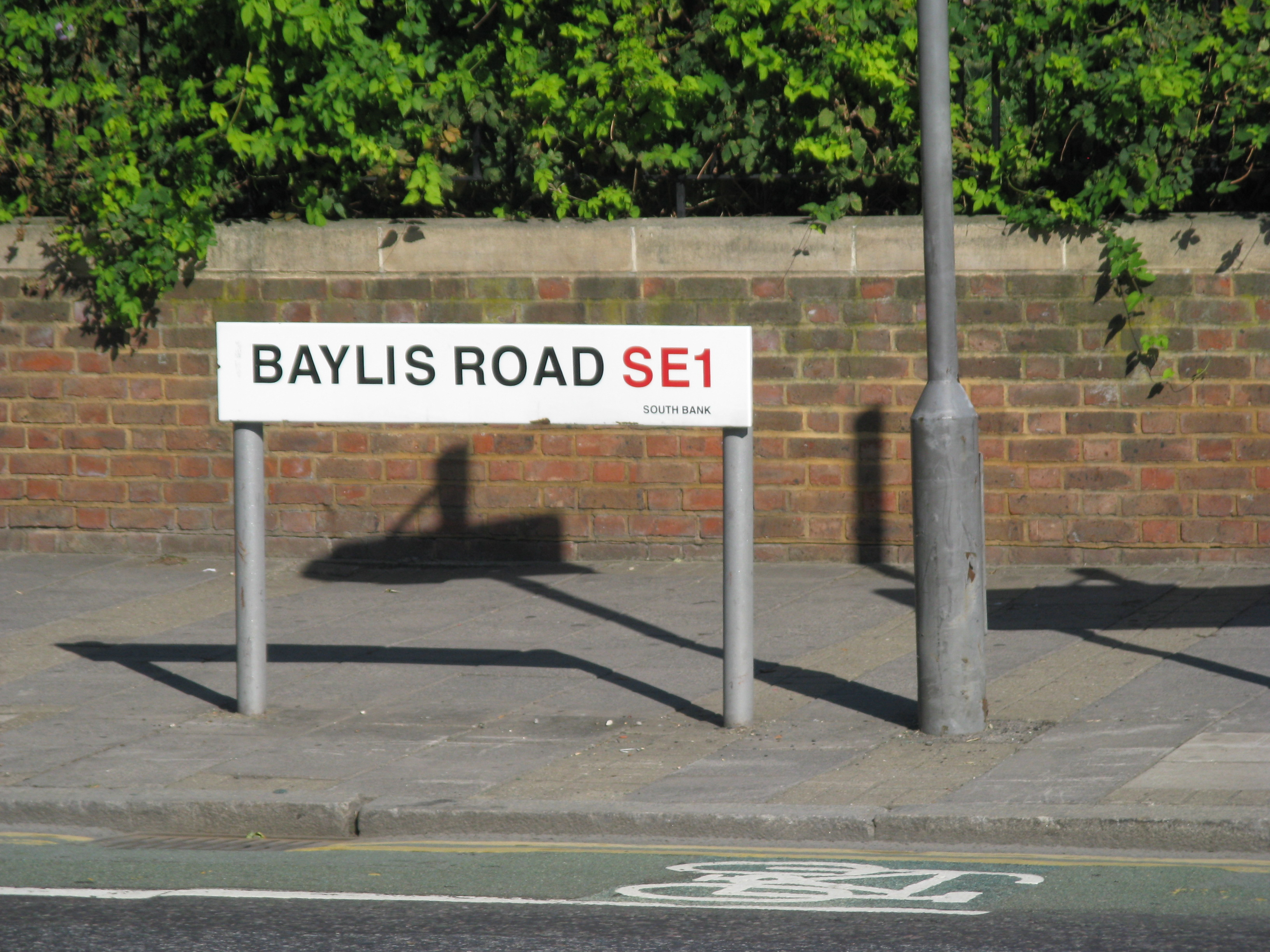
Straßenschild der Baylis Road in London

1924 wurde Baylis als zweite Frau in der Geschichte der Universität Oxford mit einem Ehren-Magistergrad (honorary master) ausgezeichnet. 1929 wurde sie in den Order of the Companions of Honour (CH) aufgenommen. 1934 erhielt sie von der Birmingham University einen Ehrendoktortitel.
Posthum wurde Baylis 1985 als Namenspatronin für das neue Publikumsprogramm der English National Opera ausgewählt. Das Baylis Programme (später eno baylis) fördert Opernbesuche von Menschen, die bisher keinen Zugang zur Oper hatten. Nach einem Umbau des Sadler’s Wells Theatre wurde das dort neu errichtete Studiotheater Lilian Baylis Theatre benannt. Im National Theatre gibt es eine Lilian Baylis terrace, im Old Vic einen Lilian Baylis Circle. Ein Probengebäude der English National Opera in West Hampstead heißt Lilian Baylis House. Mehrere Schulen wurden nach ihr benannt, auch eine Straße am Londoner Bahnhof Waterloo Station in der Nähe des Old Vic heißt Baylis Street. die Royal Victoria Hall Foundation vergibt jährlich Lilian Baylis awards für den schauspielerischen Nachwuchs.

## Schriften
- mit Cicely Mary Hamilton: The Old Vic. Cape, London 1926
- Shakespeare's heroines. Ferrestone Press, London um 1930